# Bathmen
Bathmen è una località dei Paesi Bassi situata nel comune di Deventer, nella provincia dell'Overijssel.

Fino al 2005 era un comune autonomo.